# Manetú
Manetú (Manetu, Maneto) ist ein osttimoresischer Suco im Verwaltungsamt Maubisse (Gemeinde Ainaro).

## Geographie
Manetú liegt im Südosten des Verwaltungsamtes Maubisse. Nördlich liegt der Suco Manelobas, nordwestlich der Suco Maulau, westlich der Suco Edi und südwestlich der Suco Aituto. Im Osten grenzt Manetú an das Verwaltungsamt Turiscai (Gemeinde Manufahi) mit seinen Sucos Aitemua und Mindelo und im Süden an das Verwaltungsamt Same (Gemeinde Manufahi) mit seinen Sucos Tutuluro und Holarua. Die Südgrenze zu Aituto und Holarua bildet der Calihuno, die Ostgrenze zu Tutuluro und fast zum gesamten Mindelo der Markis. Den Nordosten von Manetú durchquert der Aicocai. Alle diese Flüsse gehören zum System des Carauluns. Manetú hat eine Fläche von 19,31 km² und teilt sich auf in die sieben Aldeias Boro-Ulo  (Boroulu, Boroulo, Boro Ulu), Dau-Lelo (Daulelo), Hahi-Tali (Hahitali), Lebo-Luli (Lebo Luli, Lebululi, Libululi), Mau-Lai (Maulai, Maulau), Quiri-Coli (Quiricoli, Kirikoli) und Russulau (Rusulau).
Nördlich des Aicocais liegen die Dörfer Boro-Ulo, Russulau und Dau-Lelo. Zwischen dem Aicocai und dem Markis befindet sich an der Grenze zu Aitemua der Ort Quiri-Coli, im Nordwesten von Manetú das Dorf Lebo-Luli und im Südwesten der Ort Mau-Lai. Der Sitz des Sucos befindet sich in Russulau an der Nordgrenze. Ungewöhnlich ist, dass der Sitz des Nachbar-Sucos Aitemua in Boro-Ulo liegt. Auch die dortige Grundschule trägt dessen Namen. Die Grundschule Manetú steht im Nordosten von Lebo-Luli und in Russulau befindet sich eine dritte. In Hahi-Tali steht eine Kirche und in Dau-Lelo eine Kapelle.
2021 war der Suco noch ohne Anschluss an das Stromnetz.

## Einwohner

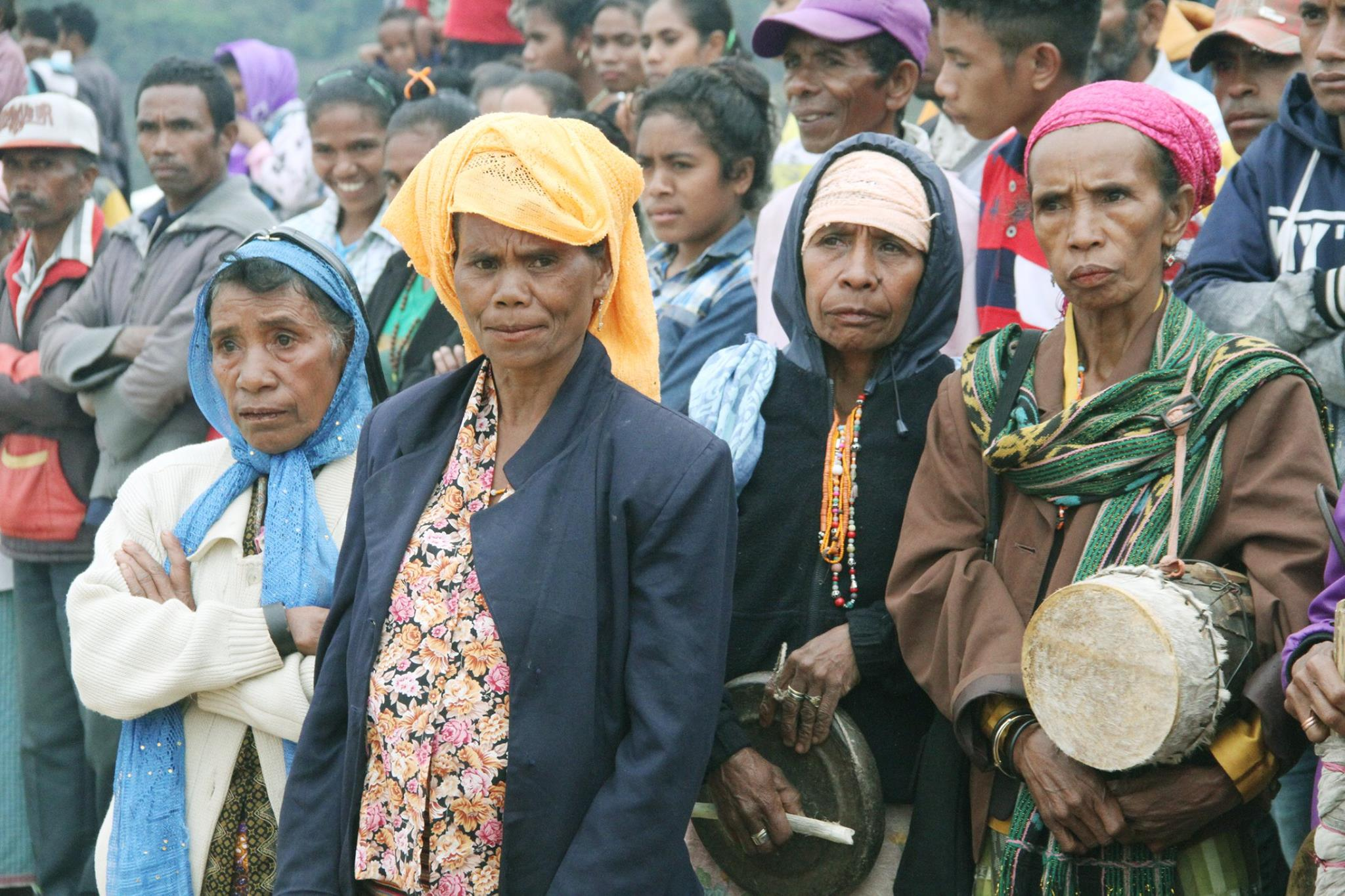
Einwohner von Manetú

Im Suco leben 2.691 Menschen (2022), davon sind 1.381 Männer und 1.310 Frauen. Im Suco gibt es 402 Haushalte. Über 95 % der Einwohner geben Mambai als ihre Muttersprache an. Der Rest spricht Tetum Prasa.

## Geschichte
Während des Bürgerkrieges 1975 kam es in den Sucos Manetú und Manelobas zu Gefechten zwischen FRETILIN-Kämpfern aus Turiscai und UDT-Kämpfern aus Ermera. In Manetú unterstützte die Mehrheit der Bevölkerung die FRETILIN, während der Liurai ein UDT-Anhänger war. Beim Gefecht am Aicocai, dem Grenzfluss zwischen Manelobas und Manetú, kamen zwei UDT-Anhänger in Ernaro (Suco Manelobas) ums Leben. Am Grenzfluss zu Turiscai, einem Nebenfluss des Aicocai, ermordeten FRETILIN-Kämpfern bei Boro-Ulo einen Dorfeinwohner, weil er für den Liurai von Manetú gearbeitet hatte.

## Politik

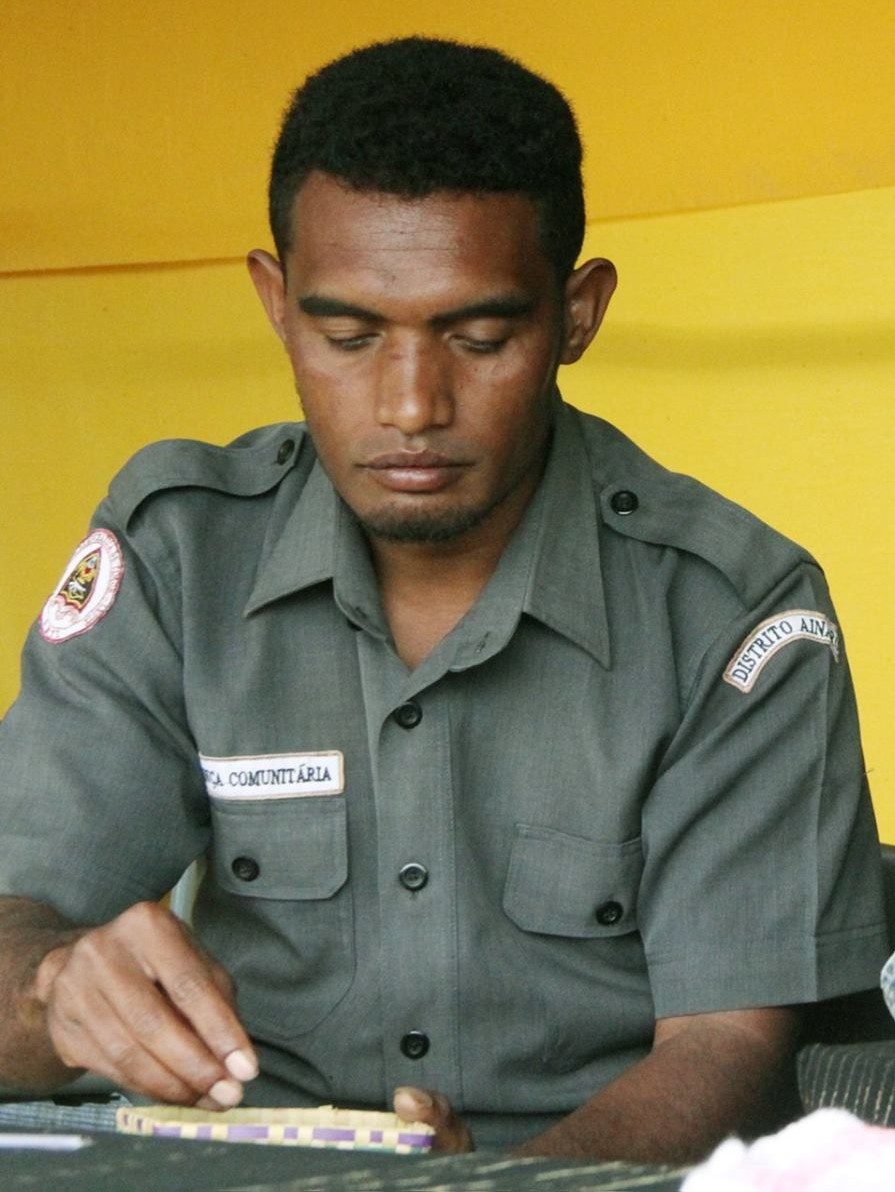
José Benevides (2016)

Bei den Wahlen von 2004/2005 wurde Vicente de Araújo Nunes zum Chefe de Suco gewählt. Bei den Wahlen 2009 gewann José Benevides und 2016 Alfredo Martins.